# Aleu
Aleu település Franciaországban, Ariège megyében. Lakosainak száma 131 fő (2022. január 1.). Aleu Biert, Ercé és Soulan községekkel határos.

## Népesség
A település népességének változása:
| Lakosok száma | 211  | 127  | 122  | 141  | 142  | 122  | 130  | 134  | 128  | 131  |
|               | 1968 | 1982 | 1999 | 2006 | 2011 | 2015 | 2017 | 2018 | 2020 | 2022 |